# Championnat de Suisse de football 1943-1944
Navigation
Édition précédente Édition suivante
La 47e édition du championnat de Suisse de football est remportée par le Lausanne-Sports, qui remporte aussi la Coupe de Suisse de football. C’est son cinquième titre dans le championnat suisse.
Le Servette FC termine deuxième. Le FC Lugano complète le podium. 
Le système de promotion/relégation reste en place: descente automatique sans matchs de barrage pour le dernier de première division et montée par match de barrage pour les premiers des deux groupes de deuxième division. Le FC Lucerne descend en deuxième division. Il est remplacé pour la saison 1944/45 par l'AC Bellinzone.
Erich Andres, joueur des Young Fellows Zurich finit meilleur buteur du championnat avec 23 buts.

## Les clubs de l'édition 1943-44
| Club                    | Ville             |
| ----------------------- | ----------------- |
| BSC Young Boys          | Berne             |
| Cantonal Neuchâtel      | Neuchâtel         |
| Grasshopper-Club Zürich | Zurich            |
| FC Bâle                 | Bâle              |
| FC Biel-Bienne          | Bienne            |
| FC Granges              | Granges           |
| FC La Chaux-de-Fonds    | La Chaux-de-Fonds |
| FC Lucerne              | Lucerne           |
| FC Lugano               | Lugano            |
| FC Saint-Gall           | Saint-Gall        |
| FC Zürich               | Zurich            |
| Lausanne-Sports         | Lausanne          |
| Servette FC             | Genève            |
| Young Fellows Zürich    | Zurich            |

## Compétition

### Classement
Le classement est établi sur le barème de points classique (victoire à 2 points, match nul à 1, défaite à 0).
| Rang | Équipe                  | Pts | J  | G  | N  | P  | Bp | Bc | Diff |
| ---- | ----------------------- | --- | -- | -- | -- | -- | -- | -- | ---- |
| 1    | Lausanne-Sports         | 38  | 26 | 17 | 4  | 5  | 48 | 25 | +23  |
| 2    | Servette FC             | 32  | 26 | 12 | 8  | 6  | 39 | 25 | +14  |
| 3    | FC Lugano               | 30  | 26 | 12 | 6  | 8  | 47 | 32 | +15  |
| 4    | Grasshopper-Club Zürich | 29  | 26 | 13 | 3  | 10 | 54 | 32 | +22  |
| 5    | FC Biel-Bienne          | 29  | 26 | 12 | 5  | 9  | 42 | 30 | +12  |
| 6    | BSC Young Boys          | 29  | 26 | 9  | 11 | 6  | 38 | 32 | +6   |
| 7    | FC Cantonal Neuchâtel   | 28  | 26 | 10 | 8  | 8  | 38 | 27 | +11  |
| 8    | FC Granges              | 28  | 26 | 12 | 4  | 10 | 45 | 41 | +4   |
| 9    | FC Bâle                 | 26  | 26 | 9  | 8  | 9  | 42 | 38 | +4   |
| 10   | FC La Chaux-de-Fonds    | 26  | 26 | 10 | 6  | 10 | 34 | 45 | -11  |
| 11   | Young Fellows Zürich    | 21  | 26 | 9  | 3  | 14 | 46 | 51 | -5   |
| 12   | FC Saint-Gall           | 19  | 26 | 8  | 3  | 15 | 26 | 60 | -34  |
| 13   | FC Zürich               | 17  | 26 | 6  | 5  | 15 | 37 | 54 | -17  |
| 14   | FC Lucerne              | 12  | 26 | 4  | 4  | 18 | 19 | 63 | -44  |

|  | Champion de Suisse |
|  | Relégation         |

## Bilan de la saison
| Tableau d'Honneur                 |                 |
| Compétition                       | Vainqueur       |
| Championnat de Suisse de football | Lausanne-Sports |
| Coupe de Suisse de football       | Lausanne-Sports |

| Promotions et relégations |               |
| Promus                    | AC Bellinzone |
| Relégués                  | FC Lucerne    |

## Statistiques

### Meilleur buteur
- Erich Andres, Young Fellows Zürich, 23 buts